# Rudy Kowalski
Pour les articles homonymes, voir Kowalski.
Rudy Kowalski, né le 18 aout 1990, est un coureur cycliste français. Son frère Dylan est également coureur cycliste.

## Biographie

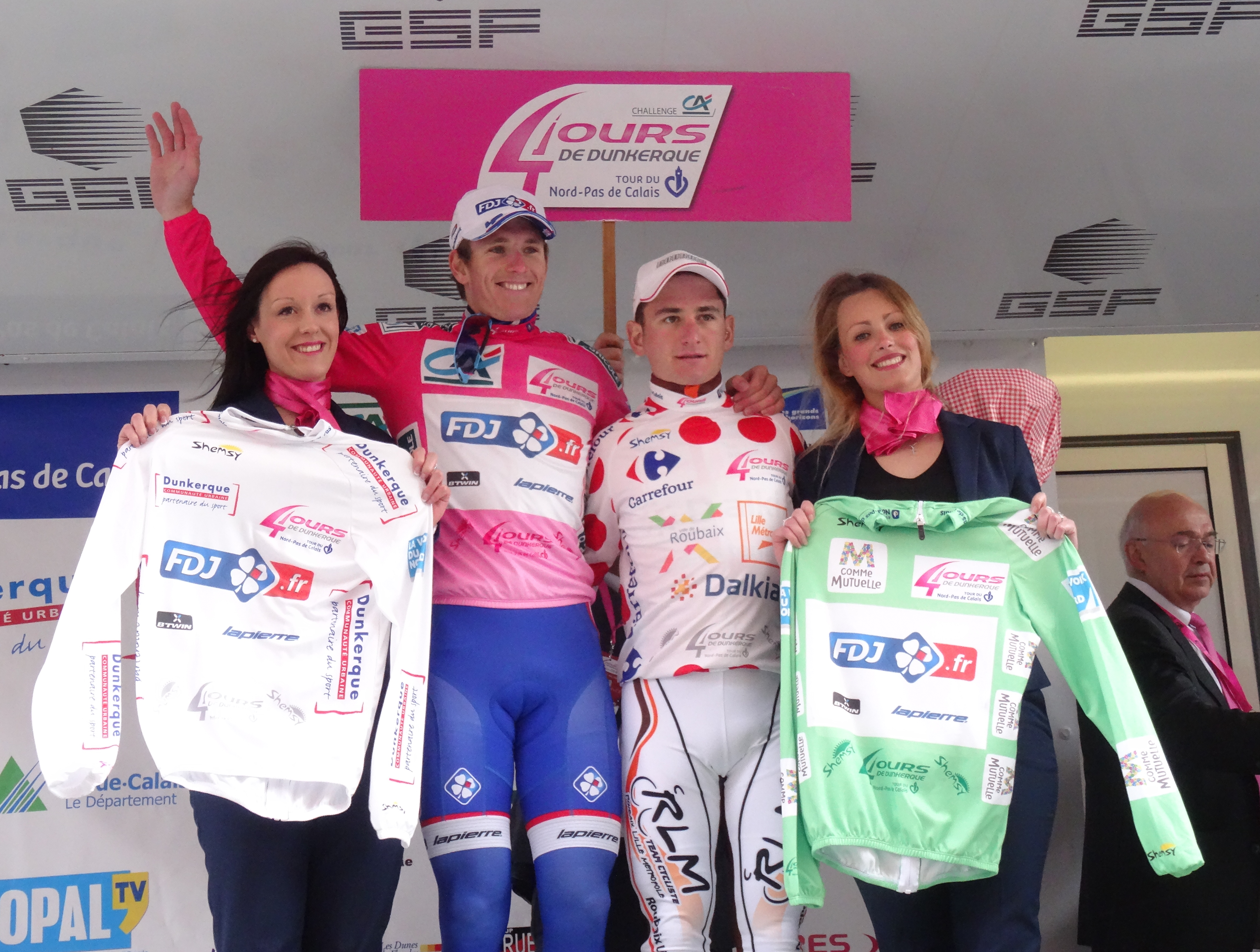
Arnaud Démare et Rudy Kowalski sur le podium des Quatre Jours de Dunkerque 2014, à l'issue de la 5e et dernière étape.

En 2011, il remporte les 4e et 6e étapes du Tour de La Réunion puis termine à la 3e place du classement général de cette course. L'année suivante, il s'adjuge la victoire lors de Bordeaux-Saintes.
Il devient professionnel en 2013 au sein de l'équipe continentale Roubaix Lille Métropole après y avoir été stagiaire en 2012.
En 2014, il gagne la 1re étape de Paris-Arras Tour (contre-la-montre par équipes), remporte le maillot à pois du meilleur grimpeur lors des Quatre Jours de Dunkerque et termine à la troisième place des Boucles de l'Aulne.
La saison suivante, il termine treizième d'une étape du Tour des Pays de Savoie et s'adjuge le maillot de meilleur grimpeur au Tour du Poitou-Charentes. Fin 2015, il quitte la formation Roubaix Lille Métropole après trois années passées au sein de cette équipe et s'engage avec le club de Charvieu-Chavagneux IC. 
Sous ses nouvelles couleurs, il remporte la troisième étape du Tour d'Auvergne en 2016 et le Grand Prix Rhône-Alpes Sud l'année suivante.
En octobre 2017, il annonce mettre un terme à sa carrière, comme son frère Dylan, bien qu'il n'y ait pas eu de concertation entre eux.

## Palmarès
- 2011
  - Classique Champagne-Ardenne
  - 4e et 6e étapes du Tour de La Réunion
  - 3e du Tour de La Réunion
- 2012
  - Bordeaux-Saintes
  - Tour des Deux-Sèvres :
    - Classement général
    - 3e étape

  - 2e du Trio normand espoirs
- 2013
  - Grand Prix d'Escaudœuvres
- 2014
  - 1re étape du Paris-Arras Tour (contre-la-montre par équipes)
  - 3e des Boucles de l'Aulne
- 2016
  - 3e étape du Tour d'Auvergne
- 2017
  - Grand Prix Rhône-Alpes Sud

## Classements mondiaux
| Année           | 2014 |
| --------------- | ---- |
| UCI Europe Tour | 351e |

## Palmarès en cyclo-cross
- 2009-2010
  - Champion du Nord-Pas-de-Calais de cyclo-cross espoirs
- 2010-2011
  - Champion du Nord-Pas-de-Calais de cyclo-cross espoirs